# Aghsu River
Aghsu River är ett vattendrag i Azerbajdzjan. Det ligger i den centrala delen av landet, 130 kilometer väster om huvudstaden Baku.
Trakten runt Aghsu River består till största delen av jordbruksmark. Runt Aghsu River är det ganska tätbefolkat, med 60 invånare per kvadratkilometer.